# Breitengüßbach
Breitengüßbach – miejscowość i gmina w Niemczech, w kraju związkowym Bawaria, w rejencji Górna Frankonia, w regionie Oberfranken-West, w powiecie Bamberg. Leży około 10 km na północ od Bamberga, nad Menem, przy drodze B4, B173, B279 i linii kolejowej Norymberga – Lipsk i Bamberg – Maroldsweisach, ze stacją Breitengüßbach.

## Dzielnice
W skład gminy wchodzą następujące dzielnice:
- Breitengüßbach
- Unteroberndorf
- Hohengüßbach
- Zückshut
- Leimershof